# Åke Janzon
Nils Åke Janzon, född 5 april 1915 i Norrköping, Östergötlands län, död 9 mars 1983 i Kungsholms församling, Stockholms län, var en svensk litteratur- och teaterkritiker samt kulturredaktör.

## Biografi
Janzon tog 1933 studentexamen i Borås. Han studerade nordiska språk, litteraturhistoria, konsthistoria och tyska vid Uppsala universitet, där han blev fil. mag. 1941 och fil. lic. 1946. Som litteraturkritiker verkade han från 1947 i Upsala Nya Tidning, och därefter i BLM 1948–1953; han var även teaterkritiker i BLM 1955–68. Från 1952 skrev han för Svenska Dagbladet, där han var kulturredaktör 1963–1968. Han medverkade i antologin Elva diktanalyser (1958) och var även en framstående kännare av Bellman. Utan att själv tillhöra den nykritiska skolan kan Janzon räknas till den generation kritiker som alltmer frångick biografiska tolkningar och åter satte texten i centrum.
1974 blev Janzon filosofie hedersdoktor i Uppsala. Han är begravd på Norra begravningsplatsen i Stockholm.

### Familj
Åke Janzon var son till köpmannen Nils Janzon och dennes hustru Hanna (född Olsson). Han gifte sig 1952 med Ann-Mari Carlstedt (född 1920).

### Medarbetare
- Svensk poesi 1: Från runorna till Snoilsky: en antologi, red. Åke Janzon (Stockholm: Bonnier, 1972). Libris 38238. ISBN 91-0-038021-0
- Svensk poesi 2: Från Strindberg till Aspenström: en antologi, red. Åke Janzon (Stockholm, Bonnier, 1973). Libris 38239. ISBN 91-0-038023-7
- Johannes Edfelt, Etsningar och skuggspel, red. och förord Åke Janzon (Stockholm: Bonnier, 1976). Libris 7144970. ISBN 91-0-040904-9